# Basket Spezia Club
Pour les articles homonymes, voir Spezia.
Le Basket Spezia Club, ou TermoCarispe La Spezia, est un club italien féminin de basket-ball fondé en 1969 appartenant à la LegA Basket Femminile, soit le plus haut niveau du championnat italien. Le club est basé dans la ville de La Spezia, chef-lieu de la province éponyme en Ligurie.

## Joueuses célèbres ou marquantes
- Petra Štampalija